# Ангиобласт
Ангиобласт — это стволовая клетка, из которых впоследствии формируются кровеносные сосуды эмбриона. Впервые кровеносные сосуды появляются в нескольких разрозненных «кровяных/сосудистых пятнах», которые развиваются одновременно между энтодермой и мезодермой желточного мешка, то есть вне тела развивающегося эмбриона. Здесь и появляются клетки нового типа — ангиобласты, или клетки, формирующие сосуды. Они дифференцируются из клеток первичной мезодермы, через промежуточную стадию гемангиобласта.
Когда эти клетки делятся, они образуют небольшие, плотные синцитиальные массы — первичные сосуды, которые растут в разных направлениях и вскоре соединяются с другими похожими массами из других «кровяных островков», формируя первичные сосудистые сплетения (плексусы).
Ангиобласты являются одним из двух возможных продуктов дифференцировки, развивающимся из гемангиобластов (другой возможный продукт дифференцировки гемангиобласта — гемоцитобласт, или плюрипотентная гемопоэтическая стволовая клетка).